# Мінаш Сіма Ісаакович
Сіма Ісаакович Мінаш (нар. 17 грудня 1877, Мелітополь — пом. 1945, Іран) — російський цивільний інженер, архітектор, караїм за походженням.
Був одружений з Фані Мінаш, кримською караїмкою, що все життя прожила з ним і померла в Персії (Іран). Сіма Мінаш писав маслом. У Празі, у приватній колекції Хорлінгерів-Петру, зберігаються парадні портрети членів цієї сім'ї роботи С. Мінаша. Його дочка — Женя стала відомою художницею, засновником жіночого союзу художниць Франції.
У 1895 р. закінчив Мелітопольське реальне училище з атестатом 1-й ст. і у 1902 р. в Петербурзі — Інститут цивільних інженерів із золотою медаллю і з написом в актовому залі золотими літерами на мармуровій дошці. Після закінчення Інституту C. І. Мінаш оселився в Петербурзі.
Під час громадянської війни родина залишила Росію; кілька місяців прожила в Константинополі. У 1917 р. Сіма Ісаакович приїхав до Парижа.
Мінаш винайшов особливий будівельний матеріал з очерету, так званий «муралей», який замінює цеглу. З нього дуже швидко споруджуються переносні (з американського способу) будівлі. С. І. Мінаш відомий ще своїми науковими статтями, які він поміщав у періодичному виданні архітекторів-інженерів у Петербурзі.